# Молчанов, Андрей Алексеевич
Молча́нов Андре́й Алексе́евич (род. 23 ноября 1953, Москва) — русский писатель, сценарист и историк, член Союза писателей СССР и Союза писателей России.

## Биография
Окончил вечернее отделение радиотехнического факультета МЭИ в 1980 году.
Выпускник заочного отделения Литературного института им. Горького (1982). Ученик В. П. Катаева, В. И. Амлинского.
В начале 1970-х годов входит в круг актёров Театра на Таганке, но профессиональным артистом не становится, отдав предпочтение литературе.
В 1985 году снимался в кинофильме «Двойной капкан».
В 1998—2002 годах — советник Начальника Центрального регионального управления по борьбе с организованной преступностью. С 2002 года по 2007 год — председатель общественного совета Главного управления МВД России по Центральному федеральному округу, генерал-майор МВД. Входит в ассоциацию ветеранов Службы внешней разведки.

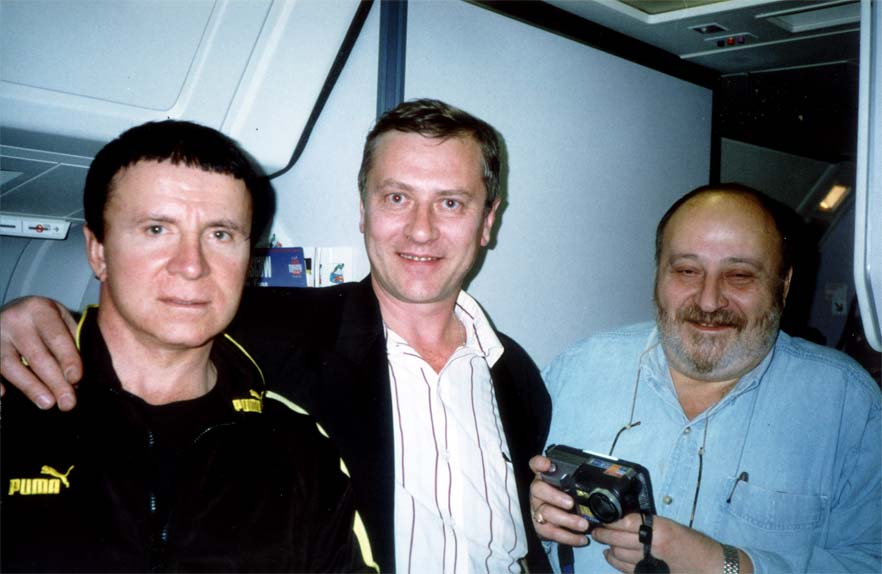
Андрей Молчанов, Анатолий Кашпировский, Георгий Вайнер. 1998 год.

## Творчество
Автор монографий по истории СС, СД и немецкой разведки.
Первый роман «Новый год в октябре», вызвавший широкий общественный резонанс, вышел в журнале «Юность» в 1983 г. По роману снят фильм «Человек из чёрной „Волги“» (1990).
Повесть «Перекрёсток для троих», напечатанная в 1984 г. в журнале «Человек и закон», вызвала взрыв возмущения в советской прессе антигосударственной позицией автора. По данному поводу было принято постановление ЦК КПСС об усилении идеологической работы в писательской среде.
В пост-перестроечный период Молчанов пишет романы:
- «Брайтон-бич авеню»,
- «Схождение во ад»,
- «Падение „Вавилона“» («Игра против всех», 1996),
- «Канарский вариант» (1997),
- «Побег обречённых» (2003)[3],
- «Ядерные материалы»

и др.
Вместе с Г. Вайнером создаёт киносценарий по роману братьев Вайнеров «Евангелие от палача».
Новейшие произведения:
- «Взорвать Манхэттен» («Антифада») — (2006)
- «Главное управление» (2009 г.)
- «Форпост» (2015 г.) «Эксмо». Журнал «Москва» Выпуски: 7,8,9.
- "Начнем с Высоцкого, или Путешествие в СССР". АСТ. 2023 г.

| Оригинальное название                                                                    | Название в издательских версиях                 |
| ---------------------------------------------------------------------------------------- | ----------------------------------------------- |
| Перекресток для троих (1980)                                                             | Из жизни делового человека Игоря Егорова (1988) |
| Дао (1982)                                                                               | Путь                                            |
| Первый из дней последних (1983)                                                          |                                                 |
| Новый год в октябре (1983)                                                               |                                                 |
| Очищение (1985)                                                                          | Побег обречённых (1996)                         |
| Кто ответит? (1987)                                                                      | Благослови затравленного зверя                  |
| Махинатор (2009)                                                                         |                                                 |
| Брайтон-Бич авеню (1990)                                                                 | Призраки Брайтон-бич                            |
| Тараканьи бега (2003)                                                                    |                                                 |
| Плохо жить без миллиона (2010)                                                           |                                                 |
| Схождение во ад (1995)                                                                   | Миссии «избранных» (1998)                       |
| «Дезу» сливают на рассвете (2008)                                                        |                                                 |
| Падение Вавилона (1996)                                                                  | Игра против всех (1996)                         |
| Канарский вариант (1997)                                                                 | Остров негодяев (1997)                          |
| Золотая акула (2002)                                                                     |                                                 |
| Опальный спецагент (2009)                                                                |                                                 |
| Ядерные материалы (1998)                                                                 | Экспедиция в один конец (2008)                  |
| Откройте, РУБОП (1999) Книга из трех повестей: Свора (1998), Цепная реакция, Нити (1999) | Чеченский заложник (2003)                       |
| Лихая пора Крученого (2009)                                                              |                                                 |
| Улыбка зверя (2000)                                                                      | Главное, чтобы хватило патронов (2008)          |
| Антифада (2006)                                                                          | Взорвать Манхэттен (2010)                       |
| Главное управление (2009)                                                                | Форпост. (2015) Эксмо                           |

## Семья
Отец гитариста группы «Кипелов» Вячеслава Молчанова.
Сын академика РАН СССР Богомолова Алексея Фёдоровича.
Брат по отцу советского и американского математика Богомолова Фёдора Алексеевича.